# Nước lithia

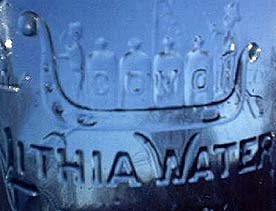
Chai nước suối Lithia, 1888

Nước lithia được định nghĩa là một loại nước khoáng đặc trưng bởi sự hiện diện của muối lithium (chi tiết gồm lithi carbonat hoặc lithi chloride). Nước suối khoáng lithia tự nhiên rất hiếm, và có rất ít sản phẩm nước lithia đóng chai thương mại.
Giữa những năm 1880 và Thế chiến I, việc tiêu thụ nước khoáng lithia đóng chai là phổ biến. Một trong những vùng nước lithia được bán thương mại đầu tiên ở Hoa Kỳ đã được đóng chai tại Litva Springs, Georgia, vào năm 1888. Trong thời kỳ này, có nhu cầu về nước lithia đến mức có sự phát triển của các sản phẩm nước lithia đóng chai, tuy nhiên chỉ có một số ít là nước suối lithia tự nhiên. Hầu hết các thương hiệu nước lithia đóng chai đã thêm lithium bicarbonate vào nước suối và gọi nó là nước lithia. Với sự ra đời của Chiến tranh thế giới thứ nhất và sự thành lập của cơ quan an toàn thực phẩm mới của chính phủ Hoa Kỳ, các nhà đóng chai nước khoáng đã được xem xét kỹ lưỡng. Cơ quan mới đã đưa ra các khoản tiền phạt lớn đối với các nhà đóng chai nước khoáng đối với các sản phẩm dán nhãn sai, trình bày sai và pha trộn. Những hành động của chính phủ và sự công khai của họ cùng với các công trình công cộng khiến nước máy sạch dễ tiếp cận khiến công chúng Mỹ mất niềm tin và hứng thú với nước khoáng đóng chai.
Nước Litva chứa nhiều muối lithium khác nhau, bao gồm cả citrate. Một phiên bản đầu tiên của Coca-Cola có sẵn trong các đài phun nước soda của các hiệu thuốc có tên là Lithia Coke là hỗn hợp của xi-rô Coca-Cola và nước lithia. Nước giải khát 7Up ban đầu được đặt tên là "Bib-Label Lithiated Lemon-Lime Soda" khi nó được pha chế vào năm 1929 vì nó có chứa lithium citrate. Đồ uống này là một loại thuốc được cấp bằng sáng chế được bán trên thị trường như một phương thuốc chữa nôn nao. Lithium citrate đã bị đưa ra khỏi thành phần 7Up năm 1948.